# Diaporthe vaccinii
Diaporthe vaccinii är en svampart som beskrevs av Shear 1931. Diaporthe vaccinii ingår i släktet Diaporthe och familjen Diaporthaceae.   Inga underarter finns listade i Catalogue of Life.